# Yahya Nadrani
Yahya Nadrani, né le 14 janvier 1997 à Saint-Étienne en France, est un footballeur franco-marocain jouant au poste de défenseur central au Wydad AC.

## Biographie
Yahya Nadrani naît à Saint-Étienne et est formé dans l'académie de l'AS Saint-Étienne. Il commence son parcours senior avec l'équipe réserve du club évoluant au quatrième niveau de France.
Le 2 janvier 2019, il s'engage au RFC Seraing, club évoluant en D3 belge. Combinant études et sport, il parvient à assurer la montée en D2, dispute une saison en D2 et termine vice-champion, assurant ainsi une montée en Jupiler Pro League. Le 22 janvier 2022, il inscrit son premier but professionnel face au K Saint-Trond VV.
Le 15 septembre 2022, il s'engage à Aalborg BK au Danemark. Le 22 janvier 2023, son contrat au Danemark est resilié pour faute de comportement. Quelques jours plus tard, il s'engage librement au Wydad AC.

## Palmarès
AS-Saint-Étienne B
- CFA 2 :
  - Vice-champion : 2017.

 RFC Seraing
- Challenger Pro League :
  - Vice-champion : 2021.